# 1857 Parchomenko
Az 1857 Parchomenko (ideiglenes jelöléssel 1971 QS1) a Naprendszer kisbolygóövében található aszteroida. Tamara Mikhaylovna Smirnova fedezte fel 1971. augusztus 30-án.